# ジュリエットの卵
『ジュリエットの卵』（ジュリエットのたまご）は、吉野朔実による日本の漫画作品。1988年から1989年にかけて、集英社の漫画雑誌『ぶ〜け』にて連載されていた。単行本は同社のぶ〜けコミックスより全5巻。後に小学館の小学館文庫より全3巻のコミック文庫が発売されている。
作者は「ジュリエットの卵」というタイトルについて、「真に女性的なもの」を象徴させたと語っている。

## あらすじ
愛し合う双子の兄妹の物語。
金沢でブティックを経営する母親のもとを離れて、千葉の美術大学に通っている飴屋螢は、モデルをしている夜貴子、男まさりの小夏に囲まれながらも、金沢に残してきた双子の兄の水（ミナト）を想って涙をこぼす。一方、金沢大学に通っている飴屋水は、女性に囲まれながらも螢だけを愛して遠いところにいる妹に思いを馳せる。しかし、娘と同じ螢という名前をもつ母親は、息子の水に死んでしまった父親の像を重ね合わせて、決して水を離そうとしない。
螢はアパートの隣りに住んでいた彫刻家の卵、下田游一にふれ、生きていることの確かさを得ることができた。けれども兄は、妹にしか自分と世界の関わりを見出すことができない。